# Ґноєво (Поморське воєводство)
Ґноєво (пол. Gnojewo) — село в Польщі, у гміні Мілорадз Мальборського повіту Поморського воєводства.
Населення — 214 осіб (2011).
У 1975-1998 роках село належало до Ельблонзького воєводства.

## Демографія
Демографічна структура станом на 31 березня 2011 року:
|          | Загалом | Допрацездатний вік | Працездатний вік | Постпрацездатний вік |
| -------- | ------- | ------------------ | ---------------- | -------------------- |
| Чоловіки | 100     | 21                 | 71               | 8                    |
| Жінки    | 114     | 20                 | 76               | 18                   |
| Разом    | 214     | 41                 | 147              | 26                   |